# 比利时电话区号
比利时的国际电话区号为32。比利时的固定电话为九位数字，包括长途冠码0。安特卫普、布鲁塞尔、根特和列日等大型城市只有一位区号，其他地区都为两位，之后是七位或六位本地号码。比利时的手机号码为十位数字，前四位数字04xx为运营商号段，后六位数字为本地号码。
从2000年7月1日起，比利时实行全号拨号。即使在自己的区域内拨打电话，也必须拨区号。

## 概述
比利时的电话区号（不包括长途冠码0）为一位或两位数字。电话号码的长度不一，大城市的固定电话为一位数字区号和七位数字本地号码，小城市的则为两位数字区号和六位数字本地号码。所有在比利时境内拨打的比利时电话号码必须使用长途冠码0。区号与本地号码之间用斜线和空格隔开，本地号码数字的格式为xxx xx xx或xx xx xx（有时为xxx xxx），这取决于区号的长度。
比利时的手机号码中，开头的四位数字04xx为运营商号段，后面的六位数字为本地号码。手机号码通常由Mobistar（已更名为Orange）、Base、Proximus和Telenet提供。每个运营商的号码都有一个独特的运营商号段：Proximus的号码以047x或0460开头，Base的号码以048x开头，Orange的号码以049x开头，Telenet的号码以0467和0468开头。随着固定电话和移动电话電話號碼可攜服務服务的引入，开头的四位数字可能不再与原来的运营商一致。
拨打示例：
```
在比利时境内

  
0x xxx xx xx
 - 拨打大城市的固话，例如
安特卫普
、
布鲁塞尔
、
根特
和
列日

 
0xx  xx xx xx
 - 拨打小城市的固话，例如
科特赖克
、
蒙斯
、
奥斯坦德
、
阿尔斯特
和
韦尔维耶
 

04xx  xx xx xx
 - 拨打手机号码
```

在比利时境外，拨打电话者要先拨国际冠码（如欧洲为00，北美为011），然后是32（比利时的国际区号），然后是不含长途冠码0的比利时各地区区号，最后是本地号码。
```
从纽约拨打布鲁塞尔的固话

011-32-2-555-12-12
 - 省略了长途冠码0
```

```
从纽约拨打沙勒罗瓦的固话

011-32-71-123-456
 - 省略了长途冠码0；与上例对比，本地号码会随着区号的增加而缩短
```

```
从纽约拨打比利时的手机号码

011-32-4
x
x-12-34-56
 - 省略了长途冠码0
```

## 区号
- 010: 瓦夫爾
- 011: 哈瑟尔特
- 012: 通厄伦
- 013: 迪斯特
- 014: 海尔、海伦塔尔斯、蒂伦豪特
- 015: 梅赫伦
- 016: 鲁汶、蒂嫩
- 019: 瓦雷姆
- 02: 布鲁塞尔首都大区
- 03: 安特卫普、圣尼克拉斯
- 04: 列日、富伦
- 050: 布魯日、泽布吕赫
- 051: 鲁瑟拉勒
- 052: 登德尔蒙德
- 053: 阿尔斯特
- 054: 尼诺弗
- 055: 龙瑟
- 056: 科特赖克、科米讷-瓦尔讷通、穆斯克龙
- 057: 伊珀尔
- 058: 弗尔讷
- 059: 奥斯坦德、布雷德讷、希斯特尔
- 060: 希迈
- 061: 巴斯托涅、利布拉蒙-舍维尼
- 063: 阿爾隆
- 064: 拉卢维耶尔
- 065: 蒙斯
- 067: 尼韦勒、苏瓦尼
- 068: 阿特
- 069: 图尔奈
- 071: 沙勒罗瓦
- 080: 斯塔沃洛
- 081: 那慕爾
- 082: 迪南
- 083: 锡内
- 084: 马尔什昂法梅讷
- 085: 于伊
- 086: 迪爾比
- 087: 韦尔维耶
- 089: 亨克
- 09: 根特

由于電話號碼可攜服務服务的引入，VoIP运营商可以为不住在该区号地区的客户分配一个固定号码。值得注意的是，列日的固定电话以04开头，比利时全国各地的移动电话也是如此。但比利时的手机号码为04xx xx xx xx——总共10位数字，而列日的固话号码为04 xxx xx——总共9位数字。列日的固定电话也从不以04 6x、04 7x、04 8x或04 9x开头。

## 手机号段
- 0455 Voo（法语：Voo）
- 0456 Mobile Vikings（法语：Mobile Vikings）
- 0460 Proximus（英语：Proximus）
- 0465 - 0466 Lycamobile
- 0466 - 0466 Vectone mobile
- 0467 Join Experience
- 0468 Telenet（英语：Telenet集团）
- 0470 - 0479 Proximus（英语：Proximus）
- 0483 - 0489 Base（英语：Base (mobile telephony provider)）
- 0490 - 0499 Orange（英语：Orange Belgium）
- 0461 GSM-R (Infrabel)

需要注意的是，随着固定电话和移动电话電話號碼可攜服務服务的引入，开头的四位数字可能不再与原来的运营商一致。